# Indiana State University

ISU Campus

Die Indiana State University (auch ISU genannt) ist eine staatliche Universität in Terre Haute im US-Bundesstaat Indiana. Sie wurde 1865 als Indiana State Normal School gegründet. Derzeit sind hier 10.534 Studenten eingeschrieben.

## Geschichte
Die Hochschule wurde 1865 vom Indiana General Assembly als Indiana State Normal School gegründet. Sie diente als Normalschule der Ausbildung für Lehrer für Grundschulen und High Schools. Die Hochschule vergab 1908 ihren ersten Bachelor-Abschluss und 1928 den ersten Master. 1929 wurde die Institution in Indiana State Teachers College und 1961, aufgrund der Erweiterung des Ausbildung, in Indiana State College umbenannt. Die letzte Umbenennung erfolgte 1965 in den heutigen Namen als Indiana State University.

## Sport
Die Sportteams der ISU sind die Sycamores. Die Hochschule ist Mitglied in der Missouri Valley Conference. Das Footballteam spielt in der Missouri Valley Football Conference.

## Bekannte Absolventen
- Bruce Baumgartner, Olympiasieger im Ringen
- Larry Bird, Basketballspieler
- Birch Bayh, Politiker der Demokratischen Partei
- Şeyma Erenli, Fußballspielerin
- Tony George, ehemaliger Besitzer des Indianapolis Motor Speedway
- Burl Ives, Folk-Sänger, Autor und Schauspieler
- Big Bill Lister, Country-Musiker der 1950er-Jahre
- Irene Price, Mathematikerin und Hochschullehrerin
- John Wooden, Basketballspieler und -trainer